# Château de Canet
Le château de Canet est un édifice du XIVe siècle, ou antérieur, aujourd'hui réduit à l'état de vestiges. Il est recensé à l'Inventaire général du patrimoine culturel.
Les restes de ce monument sont situés sur la Grand place, dans le village de Canet, département de l'Hérault.

## Historique
Les premiers seigneurs de Canet sont les Guilhem, puissants seigneurs de Clermont-Lodève.
Au XIe siècle, Raymond Bérenger de Clermont reçoit de Gausfred II, comte du Roussillon, « divers gages et garants pour une portion de la ville de Torelles (Torreilles) et pour le château de Canet ».
En 1215, par une clause de son testament, le baron Aymeri de Clermont demande à son fils aîné Bérenger d'employer les rentes du château de Canet à des œuvres pieuses pour le repos de son âme.
En 1830, le château de Canet est acquis par Joseph-François de Marguerit, ancien émigré.

## Situation légale
Les vestiges du château de Canet sont une propriété privée. Ils font l'objet d'un recensement à l'Inventaire général du patrimoine culturel.